# Pachytriton granulosus
Espèce
Synonymes
- Pingia granulosa (Chang, 1933)

Pachytriton granulosus est une espèce d'urodèles de la famille des Salamandridae. 

## Répartition
Cette espèce est endémique de République populaire de Chine. Elle se rencontre dans les provinces du Zhejiang et du Fujian.

## Publication originale
- Chang, 1933 : On the salamanders of Chekiang. Contributions from the Biological Laboratory of the Science Society of China, Zoological Series, vol. 9, p. 305–328.